# Katherine Tudor (định hướng)
Katherine Tudor có thể đề cập đến những người sau:
- Katherine Woodville, Công tước phu nhân xứ Bedford, vợ của Jasper Tudor
- Katherine Tudor con gái của Henry VII của Anh và Elizabeth xứ York
- Katheryn of Berain, nữ quý tộc xứ Wales còn được gọi là Katherine Tudor
- Catalina của Aragón, Vương hậu nước Anh và là người vợ đầu tiên của Henry Tudor (Henry VIII của Anh) và là vợ duy nhất của Arthur Tudor
- Katherine Howard, Vương hậu nước Anh và vợ thứ năm của Henry VIII
- Katherine Parr, Vương hậu nước Anh và vợ thứ sáu của Henry VIII